# Підкорювачі хвиль
«Підкорювачі хвиль» (англ. Chasing Mavericks, дослівно У погоні за блукача́ми) — американський біографічний фільм 2012 року про життя американського серфера Джея Моріарті, знятий Майклом Ептедом і Кертісом Генсоном.

## Сюжет
Серфінг — спорт королів. Не кожен зможе впоратися з величезними хвилями біля узбережжя Каліфорнії. Їх називають блукача́ми, вони досягають висоти 25 метрів. Гессон не раз підкорював стихію, але не розкрив свого секрету нікому. Він дав обіцянку коханій жінці — більше не ризикувати життям. Але сміливість юного Джея підкупила Гессона. Чи зможуть вони, дивлячись смерті в обличчя, утриматися на гребені хвилі?

## У ролях
| Актор           | Роль            |
| --------------- | --------------- |
| Джерард Батлер  | Фрости Гессон   |
| Джонні Вестон   | Джей Моріарті   |
| Елізабет Шу     | Крісті Моріарті |
| Ебігейл Спенсер | Бренда Гессон   |
| Лівен Рамбін    | Кім             |

## Знімальна група
- Режисер — Майкл Ептед, Кертіс Генсон
- Сценарист — Каріо Салем, Джим Мінаґан, Брендон Гупер
- Продюсер — Кертіс Генсон, Брендон Гупер, Джим Мінаґан
- Композитор — Чад Фішер